# Epalpodes equatoralis
Epalpodes equatoralis är en tvåvingeart som först beskrevs av Macquart 1854.  Epalpodes equatoralis ingår i släktet Epalpodes och familjen parasitflugor.
Artens utbredningsområde är Colombia. Inga underarter finns listade i Catalogue of Life.